# Lockhartia imbricata
Lockhartia imbricata là một loài lan được tìm thấy ở Trinidad đến Nam Mỹnhiệt đới

## Hình ảnh

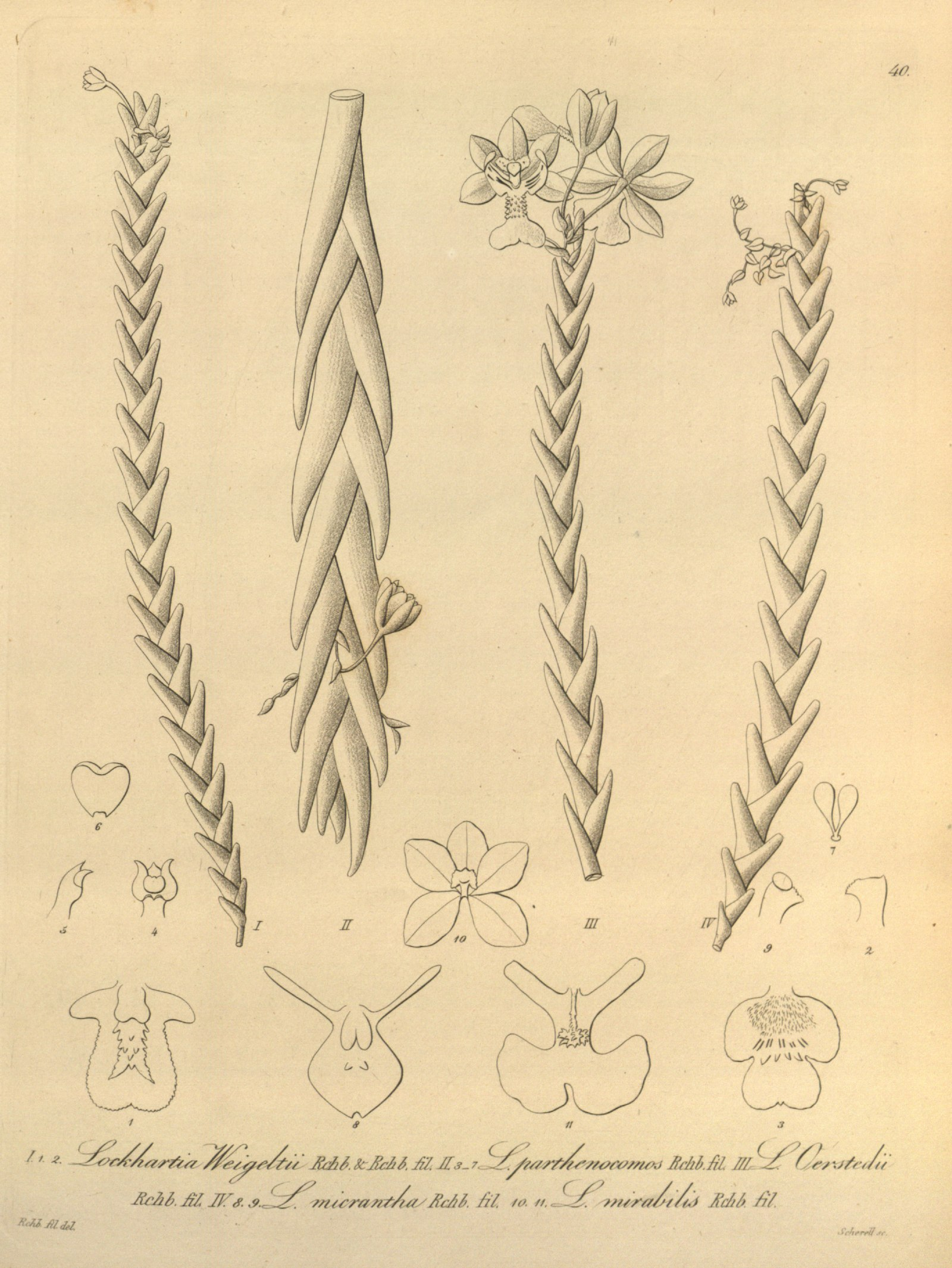
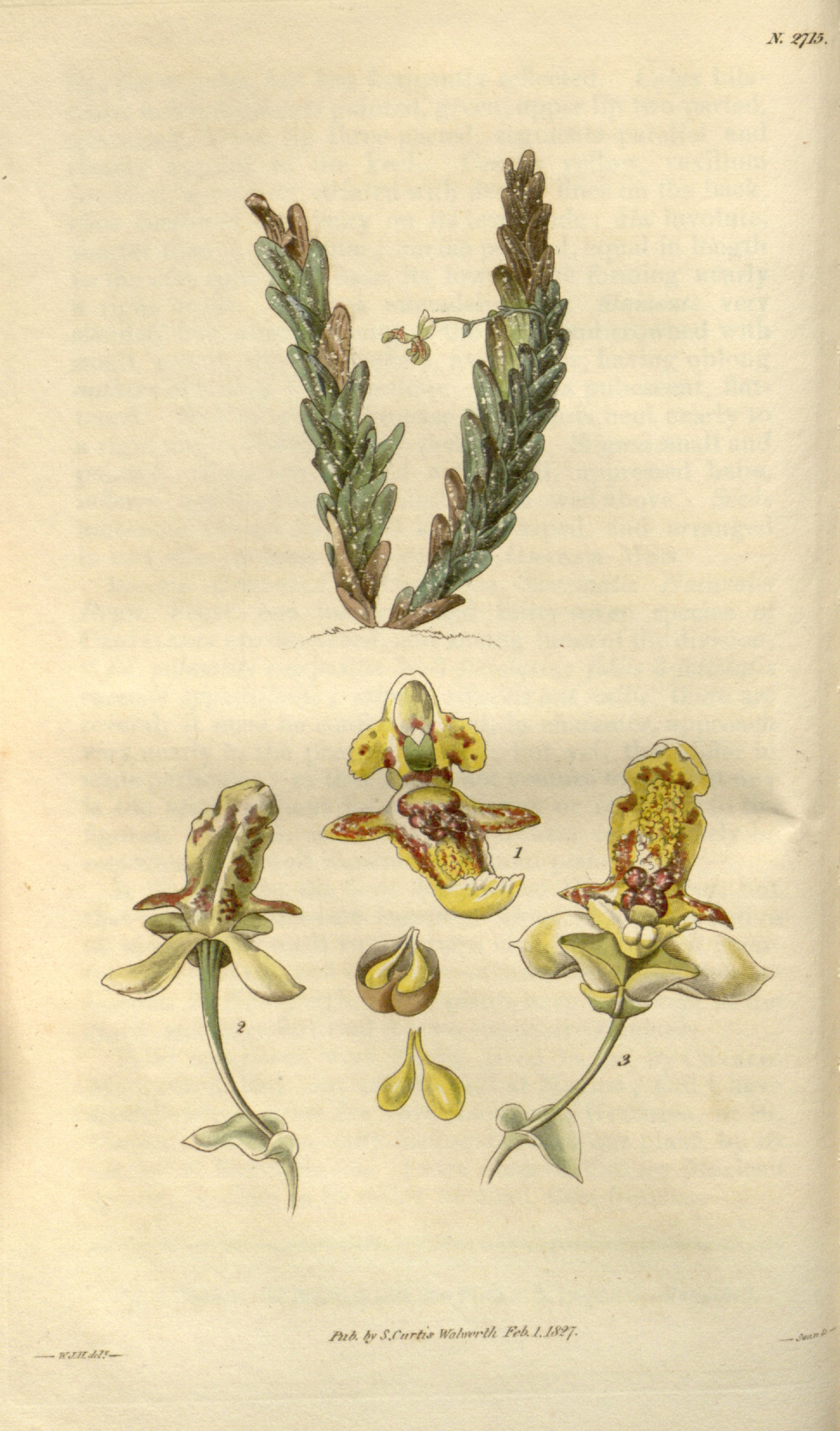
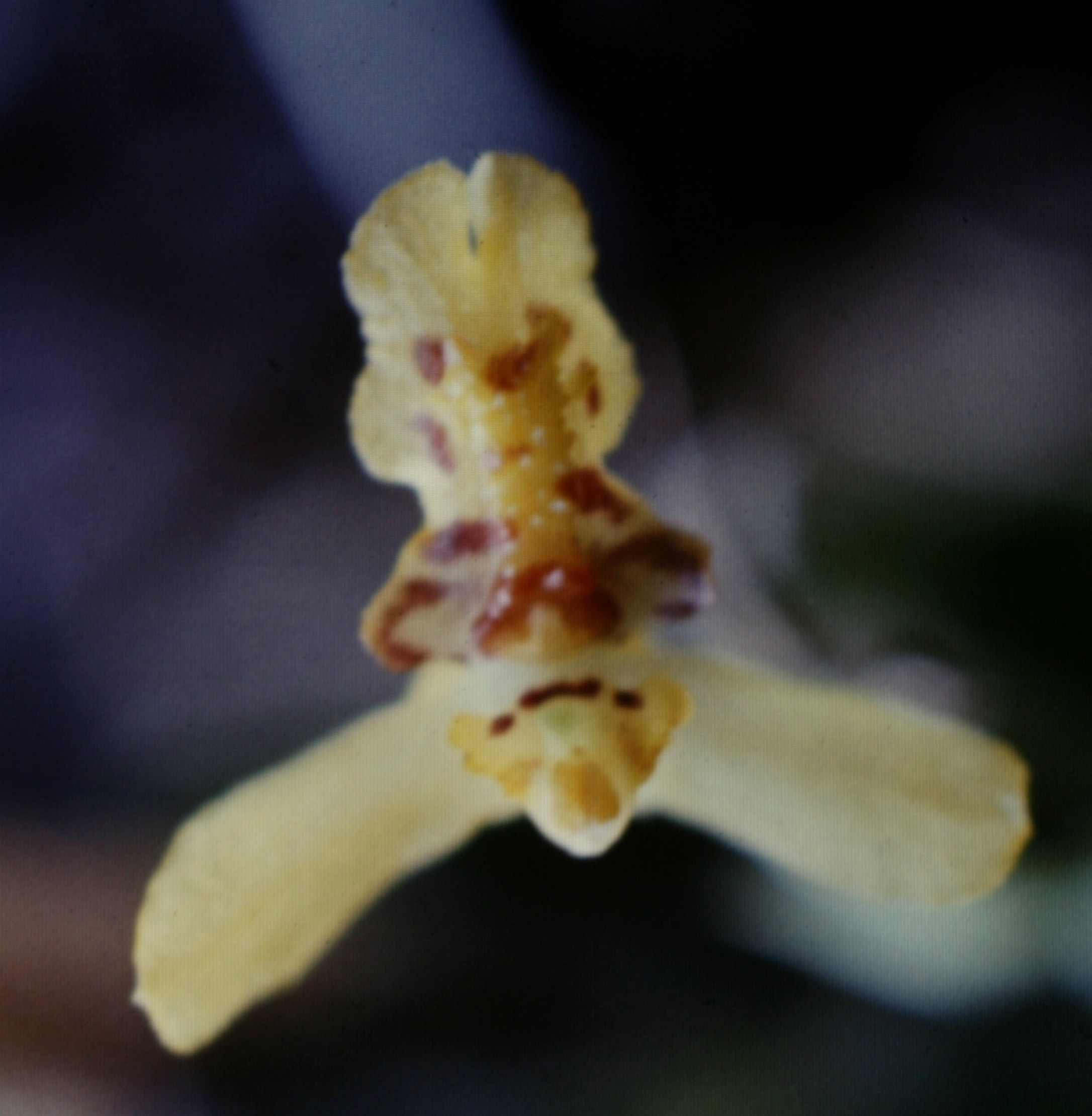